# Durrat Al Bahrain
 (décembre 2018).

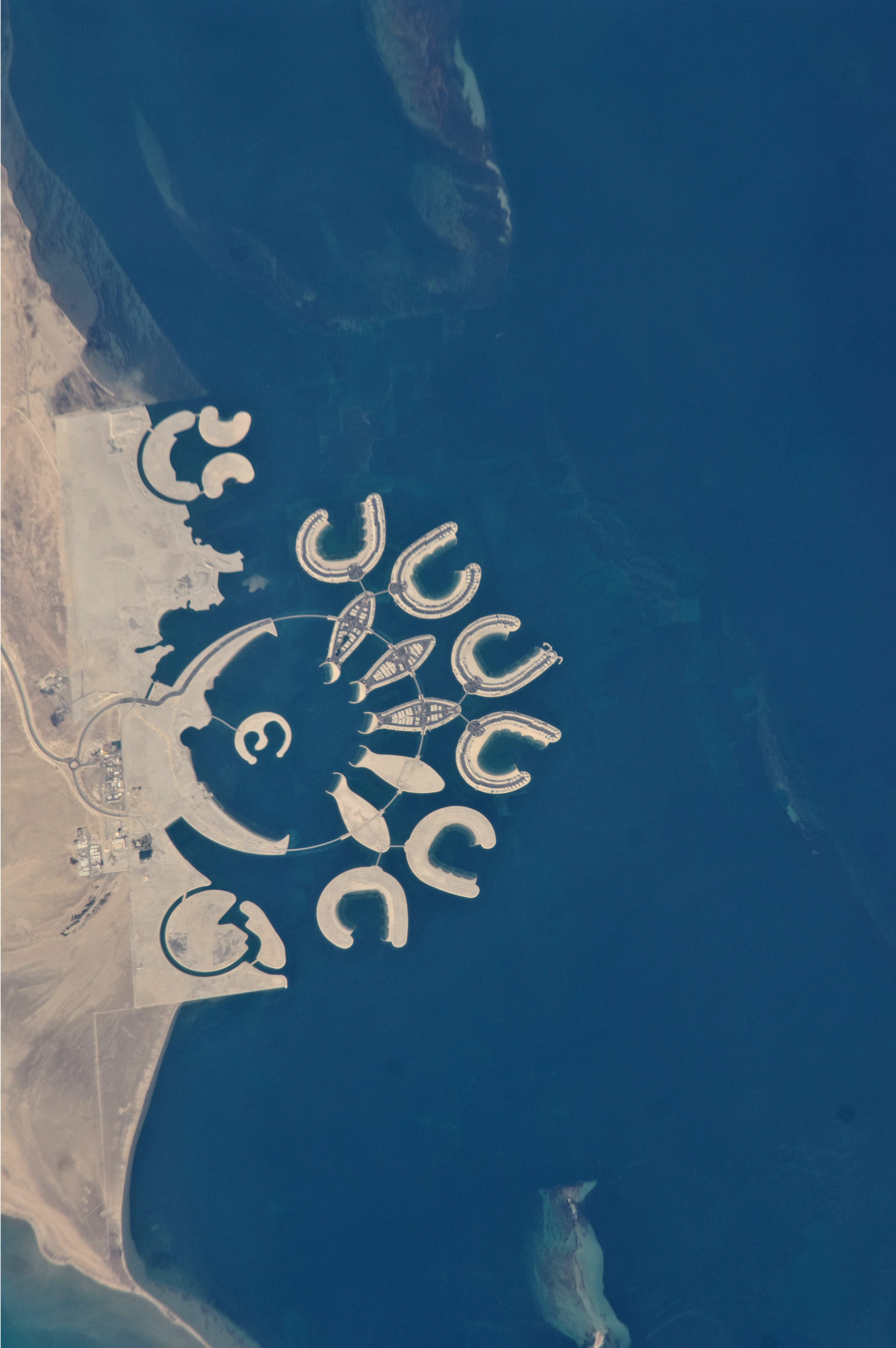
Image satellite de Durrat Al Bahrain.

Durrat Al Bahrain est un complexe immobilier en construction comprenant plusieurs d'îles ou presqu'îles artificielles situé au sud de l'état de Bahreïn. Il comprendra 15 grandes îles artificielles d'une surface de 20 000 000 m², avec en plus six atolls, 5 îles en forme de poisson et deux en forme de croissant.
Le projet a un budget de six milliards de dollars en 2011.